# U-2545
O Unterseeboot 2545 foi um submarino alemão que serviu na Kriegsmarine.
Comissionado no final da Segunda Guerra Mundial, esteve operacional apenas por 36 dias, e neste período teve dois comandantes e não realizou nenhuma patrulha de guerra, não afundou e nem danificou qualquer embarcação inimiga. Foram abertas as vigias para afundar no dia 3 de maio de 1945 em Kiel.

## Comandantes
| Comandante                             | Período                                   |
| -------------------------------------- | ----------------------------------------- |
| KrvKpt. Otto von Bülow                 | 29 de março de 1945 - 18 de abril de 1945 |
| Oblt. Freiherr Hans-Bruno von Müffling | 19 de abril de 1945 - 3 de maio de 1945   |

## Carreira

### Subordinação
| 29 de março de 1945 - 3 de maio de 1945 | 31. Unterseebootsflottille |